# Orgellandschaft Lüneburg

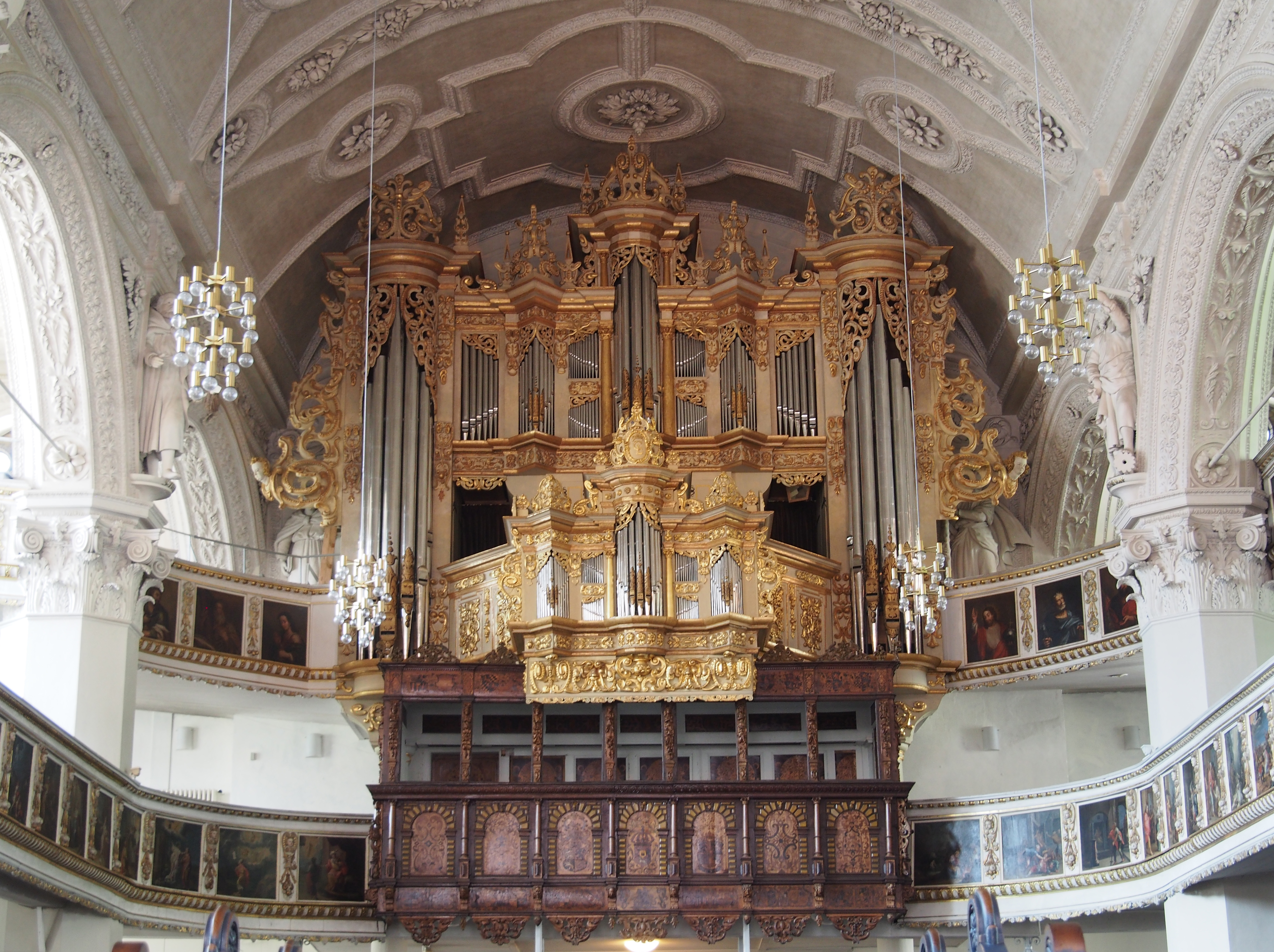
Orgel der Stadtkirche Celle

Die Orgellandschaft Lüneburg bezeichnet die Orgeln im ehemaligen Fürstentum Lüneburg, das weitgehend den heutigen Landkreisen Celle, Gifhorn, Harburg,  Lüchow-Dannenberg, Lüneburg und Uelzen, dem Heidekreis, sowie der Stadt Wolfsburg entspricht. Der Begriff Orgellandschaft allein nimmt Bezug auf die historisch bedingten regionalen Eigenheiten der Orgeln.
Etwa 30 historische Orgeln vor 1900 sind in dieser Orgellandschaft vollständig oder in Teilen seit der Mitte des 16. Jahrhunderts erhalten. Neben Restaurierungen und Rekonstruktionen historischer Instrumente treten verschiedene überregional bedeutende Neubauten unterschiedlichster Stilrichtungen. Schwerpunkt des Artikels bilden die Orgelwerke, die noch ganz oder teilweise erhalten sind. Nähere Details finden sich in der Liste von Orgeln in Lüneburg.

## Geschichte des Orgelbaus

### Bis zur Spätgotik
Im 14. Jahrhundert sind Orgeln in größeren Stadtkirchen wie Hildesheim und Celle bezeugt. In St. Johannis, Lüneburg ist im Jahr 1374 Orgelspiel nachgewiesen und wird die Vergütung von Organisten bei Hochzeitsfeiern geregelt. Der Bau einer Chororgel wurde dort 1479 in Auftrag gegeben. St. Michaelis verfügte bereits 1474 über eine kleine Chororgel. Ab dem 15. Jahrhundert verbreitete sich die Orgel auch in kleineren Städten in der Provinz. Andreas Smedeker gilt als einer der bedeutendsten norddeutschen Orgelbauer der Spätgotik. Von seinen Orgeln im Dom zu Bardowick St. Peter und Paul (1487), in Lüneburg, St. Lamberti (1491) und St. Nicolai (1503) ist nichts erhalten. Seine Orgel in St. Lamberti wurde bereits im Jahr 1519 durch ein neues Werk von Caspar Bubeling ersetzt, das das früheste Beispiel des norddeutschen Orgeltyps mit Hauptwerk, flankierendem Pedalwerk, Rückpositiv und Brustwerk ist.

### Renaissance und Frühbarock

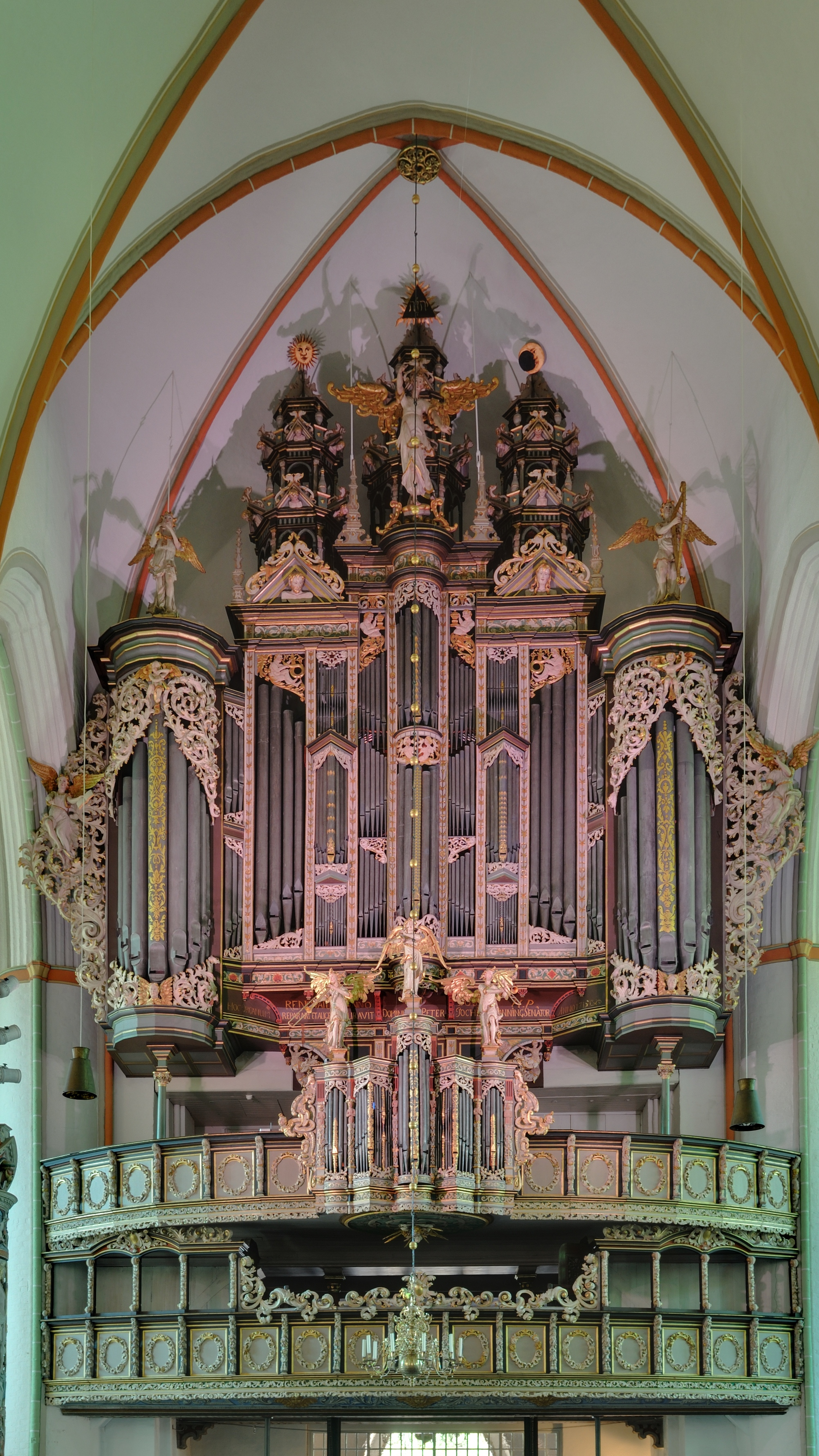
Große Orgel von St. Johannis, Lüneburg

Im 16. Jahrhundert wurde die hohe brabanter Orgelbaukunst in ganz Nordeuropa exportiert. Die norddeutschen Handelsstädte rivalisierten offensichtlich untereinander um die klangvollsten und repräsentativsten Orgeln, infolgedessen Lüneburg im 16. und 17. Jahrhundert große Orgelwerke erhielt. Die Brüder Cornelius und Michael Slegel aus Zwolle erbauten 1568 in St. Andreas, Hildesheim eine Orgel, die später verloren ging. Die älteste noch erhaltene Orgel der Region befindet sich in Lüneburg, St. Johannis und geht in ihrem Grundbestand auf Hendrik Niehoff (’s-Hertogenbosch) und Jasper Johansen zurück. Niehoff entwickelte das Blockwerk der Gotik zur Springlade weiter und führte an vielen Orten das Werkprinzip in den Orgelbau ein. Das Lüneburger Renaissance-Instrument war noch weitgehend als Blockwerk konzipiert. Noch original präsentieren sich die reich verzierten Manualgehäuse von Adriaan Schalken und einige Register aus dem 16. Jahrhundert. Im Prospekt tragen einige Pfeifen goldene Masken und finden sich Spiegelpfeifen mit zusammengelöteten Füßen. Nachdem die Orgel kleinere Umbauten erfahren hatte, führte Michael Praetorius in seiner Organographia (Syntagma musicum, Band 2, 1619) die damalige Disposition an (III/P/27). Im Barock nahmen Friedrich Stellwagen (1652) und Matthias Dropa (1715) Erweiterungsumbauten vor. Von der Orgel in der Celler Schlosskapelle ist der Prospekt eines unbekannten Meisters aus dem 16. Jahrhundert erhalten. Beim Abriss der Lüneburger Lambertikirche 1859 ging das Orgelwerk von Christian Bockelmann (1610), das mit 60 Registern auf drei Manualen zu seiner Zeit eine der größten Orgeln überhaupt war, verloren.

### Barock bis Klassizismus

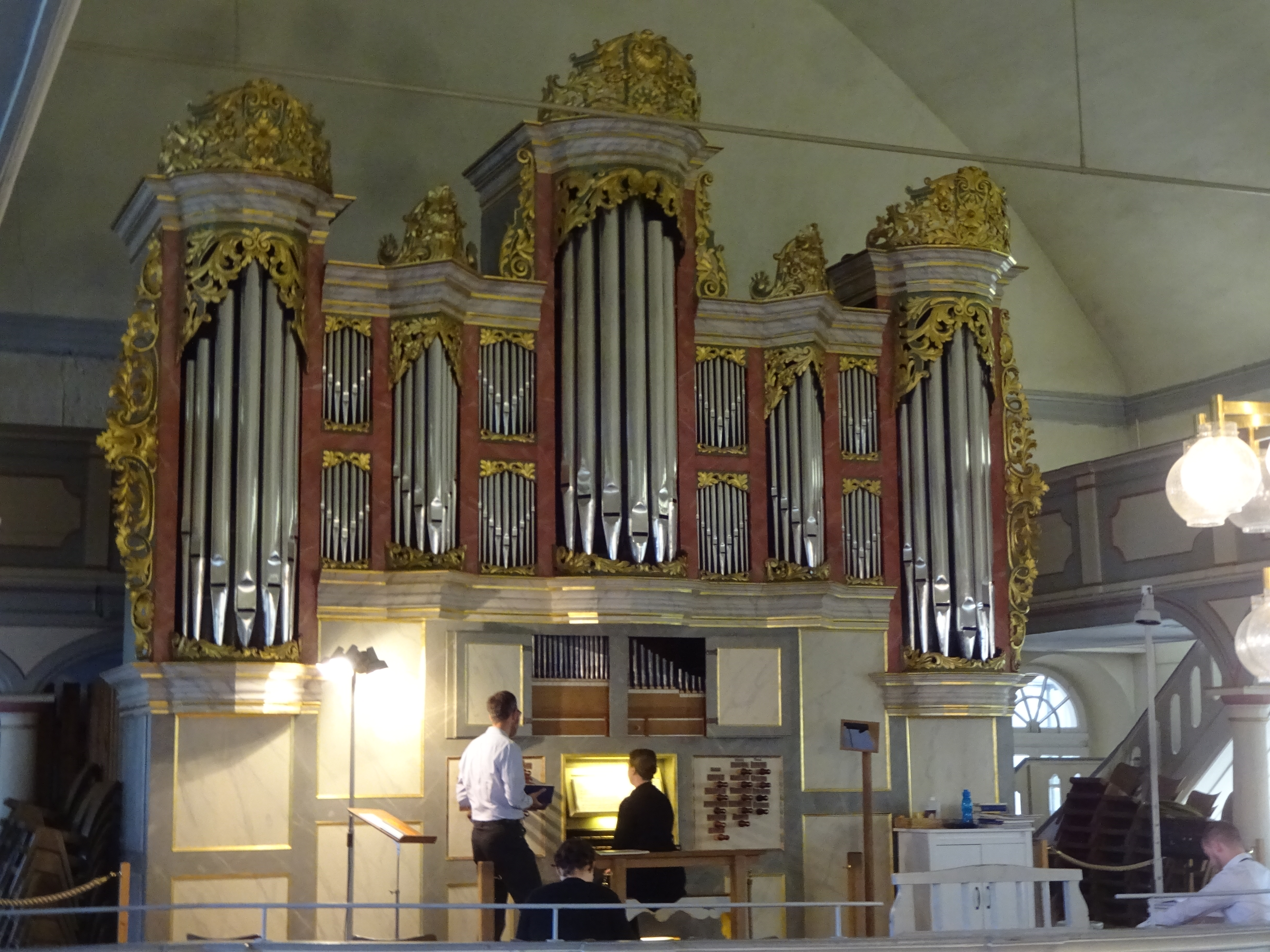
Christian-Vater-Orgel in Gifhorn (1748)

Hoch- und Spätbarock werden maßgeblich durch Arp Schnitger und seine Hamburger Schule geprägt. Als führender Orgelbauer Nordeuropas entwickelte er das Werkprinzip weiter und wirkte stilbildend, teilweise bis in den modernen Orgelbau hinein. Der Hamburger Prospekt wurde die klassische Form im nordeuropäischen Orgelbau, das vollständig ausgebaute Pedal mit kräftigen Zungenstimmen die Regel.
Schnitgers Lehrmeister war Berendt Hus, der im Jahr 1653 zusammen mit Hermann Kröger die Orgel der Celler Stadtkirche St. Marien erbaute. Hinter dem alten Gehäuse rekonstruierte Rowan West 1999 ein viermanualiges Werk in der traditionellen Bauweise Schnitgers. Ein zusätzliches Hinterwerk erweitert die Klangmöglichkeiten. Von Schnitger selbst befindet sich heute eine Orgel in Lenzen, St. Katharinen. Das Werk wurde ursprünglich für Hamburg, St. Georg gebaut (1707–1708), wobei Schnitger zehn Register  der Vorgängerorgel von Hans Scherer dem Jüngeren übernahm. Im Jahr 1747 überführte Johann Dietrich Busch das Instrument nach Lenzen, wo 1751 der Turm einstürzte und das Werk erheblichen Schaden davontrug. Einige Register von Scherer und Schnitger blieben jedoch bis heute bewahrt. Der Schnitger-Schüler Matthias Dropa baute für St. Michaelis in Lüneburg (1708) ein Werk, von dem noch der Prospekt und fünf Register original sind. Nahezu vollständig erhalten ist das kleine Werk in der Klosterkirche Marienthal (Krevese), das von Anton Heinrich Gansen aus dem Jahr 1721 stammt. In Rühstädt schuf Joachim Wagner 1738 eine Dorforgel, deren Gehäuse und über die Hälfte der Register erhalten sind.
Dropas Schüler Johann Matthias Hagelstein hatte in Lüneburg seine Werkstatt und baute 1723 in Gartow seine einzige Orgel. Während im 17. Jahrhundert ein Rückpositiv die Regel war, verfügt das Gartower Instrument über ein Oberwerk. Es blieb vor großen Veränderungen bewahrt. Hagelstein hatte sich bei diesem Projekt allerdings finanziell übernommen, sodass er in den Konkurs ging. Seine Werkstatt wurde von Johann Georg Stein fortgeführt, der aus Thüringen stammte und sich zunächst in Uelzen niedergelassen hatte. Ein großer Orgelneubau in der St.-Marienkirche (1752–1756) hatte ihn weithin bekannt gemacht. Während von diesem Werk nur das Gehäuse erhalten ist, blieb Steins Orgel in Trebel fast vollständig unversehrt (1775–1777). Ein anderer bekannter Schüler Schnitgers war der hannoversche Hoforgelbauer Christian Vater, der 1748 in der Gifhorner St.-Nicolai-Kirche ein zweimanualiges Werk schuf, das sich weitgehend im originalen Zustand befindet.
Ab der Mitte des 18. Jahrhunderts geriet die Orgel von ihrer einstigen Vorreiterrolle an den Rand des musikalischen Geschehens.  Aus der Zeit des Klassizismus sind kaum Werke erhalten. Wilhelm Heinrich Bethmann baute 1801/02 in Dannenberg (Elbe) (St. Johannes der Täufer) ein Werk mit 29 Stimmen, das 1968 bis 1974 einem Neubau hinter dem historischen Prospekt durch die Werkstatt Karl Schuke zum Opfer fiel.

### Romantik

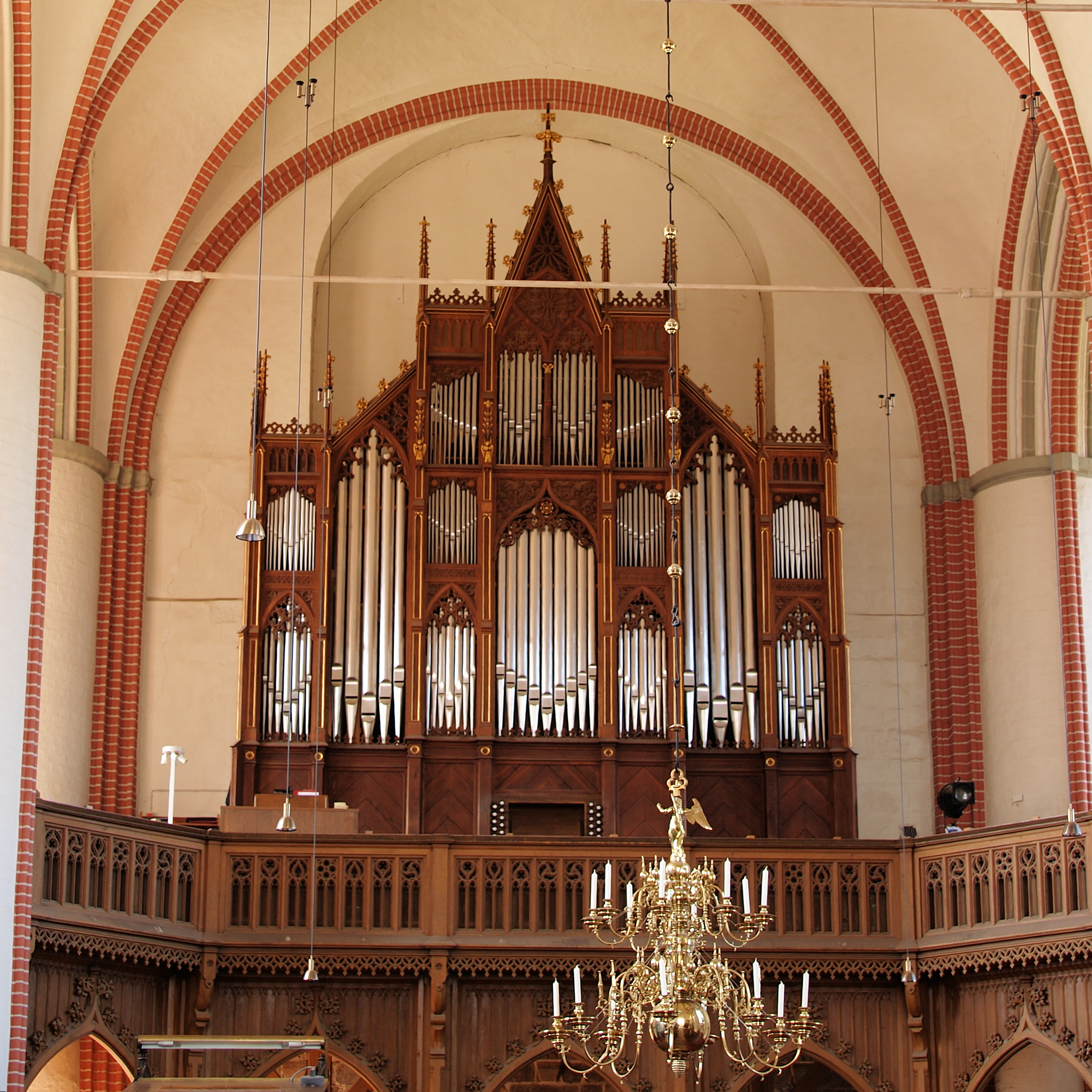
Neugotischer Furwängler-Prospekt in Bardowick (1867)

Die Zeit der Romantik war mit einem eingreifenden Wandel in der Orgelbauästhetik verbunden. In Lüneburg wie auch anderenorts wurde das traditionelle Werkprinzip aufgegeben. Stattdessen hielt vielfach der flächenmäßige Verbundprospekt Einzug. Bei den Registern wichen die Aliquot- und Zungenstimmen grundtönigen Registern, vorzugsweise in 8-Fuß-Tonlage. Gegen Ende des 19. Jahrhunderts wurde die pneumatische Orgeltraktur eingeführt.
Während der Zeit der Romantik traten in der Lüneburger Orgellandschaft kleinere Orgelmeister von regionaler Bedeutung auf. So baute Friedrich Altdorf 1856 in Kirchweyhe eine kleine Dorforgel. Allerdings wirkten von Hannover aus bekannte Orgelbauer wie zunächst Ernst Wilhelm Meyer und später Philipp Furtwängler (und Söhne). Von Hoforgelbauer Ernst W. Meyer stammt die frühromantische Orgel in Bergen an der Dumme (1842), die weitgehend erhalten ist. Seine Söhne Karl Wilhelm und vor allem Eduard Meyer bauten etliche Orgeln in der Region, so in Celle, St. Ludwig (1841). Eduard Meyer schuf zweimanualige Werke in  Walsrode (Stadtkirche, 1849), Handorf (St. Marien, 1854), Lemgow (Hohe Kirche, 1856), Drennhausen (St. Marien, 1856) und in Ebstorf (Klosterkirche, 1865/1866). Von Philipp Furtwängler stammen die Werke im Bardowicker Dom (1867), in Egestorf (St. Stephanus, 1867) und Gerdau (St. Michaelis, 1874), von der Nachfolgefirma P. Furtwängler & Hammer die Instrumente in Lüneburg, St. Nicolai (1899, dreimanualig, mit pneumatischer Traktur) und in Wustrow (St. Laurentius, 1915).

### 20. und 21. Jahrhundert

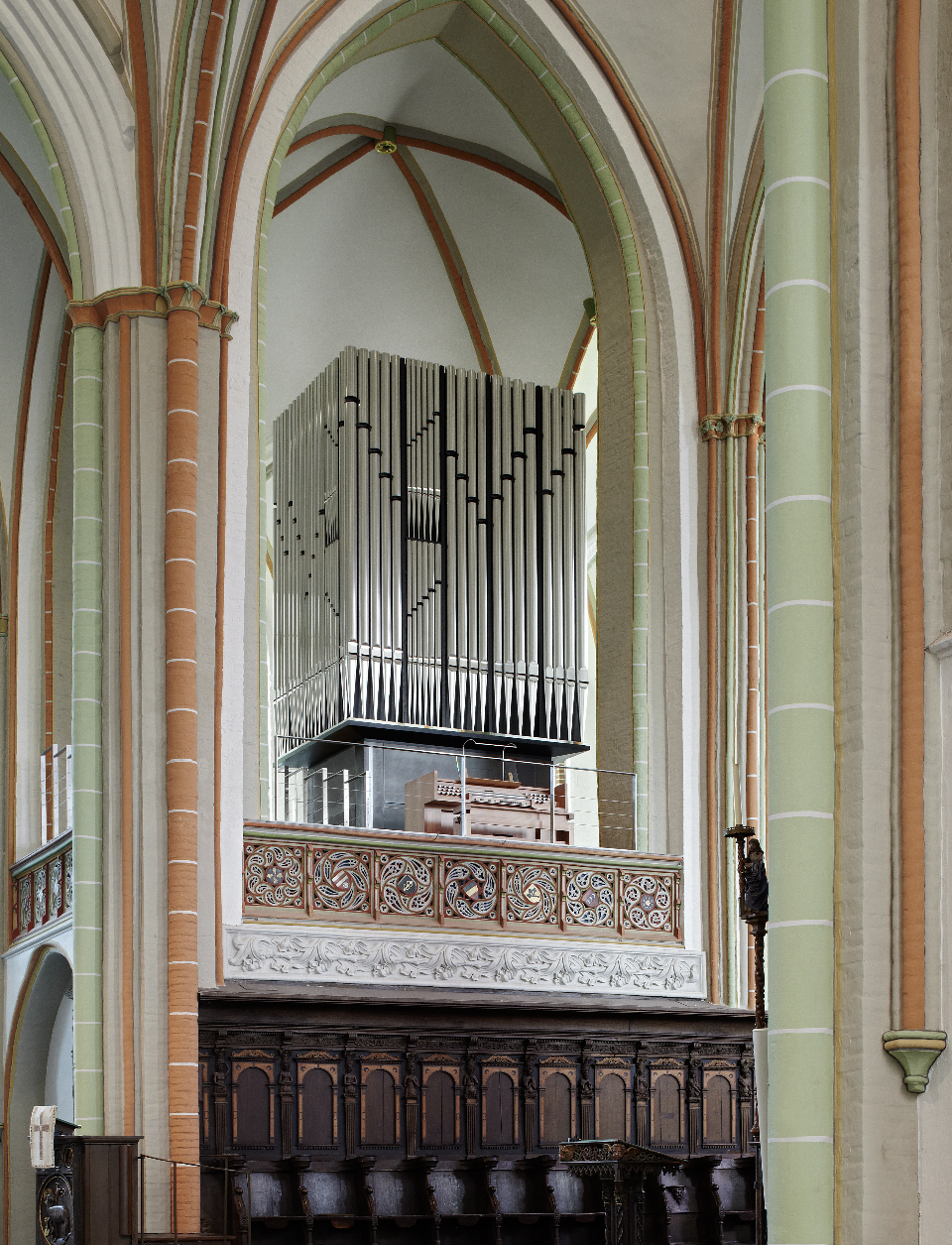
Chororgel in St. Johannis, Lüneburg von Kuhn (2010)

Einer der bekanntesten Vertreter der Orgelbewegung war Paul Ott (Göttingen), der größere Werke mit neobarocker Disposition in der Christuskirche, Wolfsburg (1951) und in St. Marien, Winsen (1960) schuf. Sein Schüler Rudolf Janke entwickelte Otts Stil weiter, maß der Intonation aber einen weitaus höheren Stellenwert zu und ist vor allem durch seine konsequente Restaurierungspraxis historischer Orgeln in Norddeutschland bekannt geworden. Eine dreimanualige Orgel baute er in der Peter-und-Paul-Kirche, Schneverdingen (1976). Ein anderer Ott-Schüler, Jürgen Ahrend, rekonstruierte 1985/86 die Renaissance-Orgel der St.-Georg-Christophorus-Jodokus-Kirche, Stellichte, von der nur noch das historische Gehäuse von Marten de Mare (Bremen) aus dem Jahr 1610 erhalten war. Beachtenswerte Neubauten, vielfach hinter barocken Prospekten, schufen die Gebr. Hillebrand (Altwarmbüchen), wie in der Klosterkirche von Kloster Lüne (1969, Prospekt von 1645), St. Marien in Lüchow-Plate (1980/81, Prospekt 16. Jh.) und die Orgel von St. Marien (Scharnebeck) (1994/95, Prospekt von 1754). In St. Petri, Bad Bodenteich verfügt der Hillebrand-Orgelneubau (1996) über ein romantisches Schwellwerk. In Anlehnung an klassisch-französischen Orgelbau erklingt das Werk von Patrick Collon in St. Petri, Großburgwedel (1996).
Die größte Orgel der Orgellandschaft Lüneburg wurde im Jahr 2001 von Hermann Eule Orgelbau Bautzen in St. Marien, Uelzen mit 53 Registern hinter dem Prospekt von Johann Georg Stein (1756) fertiggestellt. Dieselbe Firma erbaute 2005/06 in St. Johannis, Lüchow ein großes Werk mit Klangfarben der deutschen Romantik und Moderne. In der ungewöhnlichen Gestalt eines Kubus und klanglich in französisch-symphonischer Tradition präsentiert sich die Chororgel von St. Johannis, Lüneburg von Orgelbau Kuhn (2010), die als Ergänzung zur großen historischen Orgel konzipiert wurde. Alexander Schuke Potsdam Orgelbau schuf im Dom zu Bardowick hinter dem neugotisch gestalteten Prospekt von P. Furtwängler ein neues Werk mit 46 Registern, das den Bauprinzipien des mitteldeutschen Barock verpflichtet ist.

## Diskografie
- Orgellandschaften. Folge 1: Eine musikalische Reise zu 16 Orgeln der Region: Lüneburger Heide, Wendland, Lüneburg, Celle. 2010, NOMINE e.V., LC 08973 (Orgeln in Bergen an der Dumme, Bergen bei Celle, Celle, Egestorf, Gartow, Gifhorn, Großburgwedel, Lüchow, Lüneburg, Plate, Trebel, Uelzen, Walsrode, Winsen/Luhe)